# Chad Michael Collins
Chad Michael Collins, född 22 september 1979, är en amerikansk skådespelare, som medverkat i Tv och film, mest känd för sin roll i filmen Sniper: Reload.

## Film
- Legion of the Dead
- The Christmas Card
- Lake Placid 2
- Rock Monster
- Room 33
- Sniper: Reloaded
- Love's Christmas Journey
- RockBarnes: The Emperor in You
- Sunken City
- Company of Heroes
- Sniper: Legacy

## Tv
- Guilty or Innocent?
- Greek
- CSI: NY
- NCIS
- CSI: Miami
- 90210
- Enlightened
- Ringer
- 2 Broke Girls
- Major Crimes
- Last Resort
- Once Upon a Time
- NCIS New Orleans